# Stanislav Manolev
Stanislav Manolev (bulharsky: Станислав Манолев, * 16. prosince 1985, Blagoevgrad, Bulharsko) je bulharský fotbalový obránce a reprezentant, který působí v klubu FK Kubáň Krasnodar. Je schopen nastoupit i na pozici záložníka.

## Klubová kariéra
25. července 2009 podepsal Stanislav tříletou smlouvu s dvouletou opcí s nizozemským klubem PSV Eindhoven.
Fulham jej získal 31. ledna 2013 z PSV na hostování do konce sezóny.
V roce 2014 přestoupil do ruského klubu FK Kubáň Krasnodar, ale již v červnu 2014 se stěhoval do Dynama Moskva.

## Reprezentační kariéra
Manolev působil v mládežnickém reprezentačním výběru Bulharska v kategorii do 21 let.

### A-mužstvo
V A-mužstvu Bulharska debutoval v srpnu 2008, kdy jej bulharský trenér Plamen Markov povolal do seniorské reprezentace pro kvalifikaci na Mistrovství světa 2010. 20. srpna se poprvé představil v přátelském utkání s mužstvem Bosny a Hercegoviny, když nastoupil na hřiště v 83. minutě. Bulharsko zvítězilo 2:1. První gól vstřelil v kvalifikaci na Mistrovství světa 2014 7. září 2012 v domácím střetnutí proti Itálii, ve 30. minutě vsítil první gól zápasu. Bulharsko nakonec remizovalo s favorizovanou Itálií 2:2. 12. října 2012 nastoupil v základní sestavě v domácím střetnutí proti Dánsku, zápas skončil remízou 1:1. Stejnému soupeři vstřelil gól v odvetném utkání 26. března 2013 v Dánsku, měl tak výrazný podíl na remíze 1:1. Bulharsko se udrželo v polovině kvalifikace na druhém místě za vedoucí Itálií.

### Reprezentační góly
Góly Stanislava Manoleva v A-mužstvu Bulharska
| 010                   | 7. 9. 2012  | Národní stadion Vasil Levski, Sofie, Bulharsko | Itálie  | 01:0 0(30.) | 2:2 | kvalifikace na MS 2014 |
| 02                    | 11. 9. 2012 | Národní stadion Vasil Levski, Sofie, Bulharsko | Arménie | 01:0 0(43.) | 1:0 | kvalifikace na MS 2014 |
| 03                    | 26. 3. 2013 | Parken, Kodaň, Dánsko                          | Dánsko  | 00:1 0(51.) | 1:1 | kvalifikace na MS 2014 |
| Platí k 4. dubnu 2013 |             |                                                |         |             |     |                        |